# ماوريسيو دي سوزا
ماوريسيو دي سوزا (بالبرتغالية: Mauricio de Sousa‏) هو صحفي ورسام ورائد أعمال وكاتب برازيلي، ولد في 27 أكتوبر 1935 في Santa Isabel, São Paulo ‏ في البرازيل.

## وصلات خارجية
- ماوريسيو دي سوزا على موقع IMDb (الإنجليزية)
- ماوريسيو دي سوزا على موقع قاعدة بيانات الفيلم (الإنجليزية)